# Bernardo Bellotto
Bernardo Bellotto, född 30 januari 1720 i Venedig, Italien, död 17 oktober 1780 i Warszawa, Polen, var en italiensk stads- och landskapskonstnär. 

## Biografi

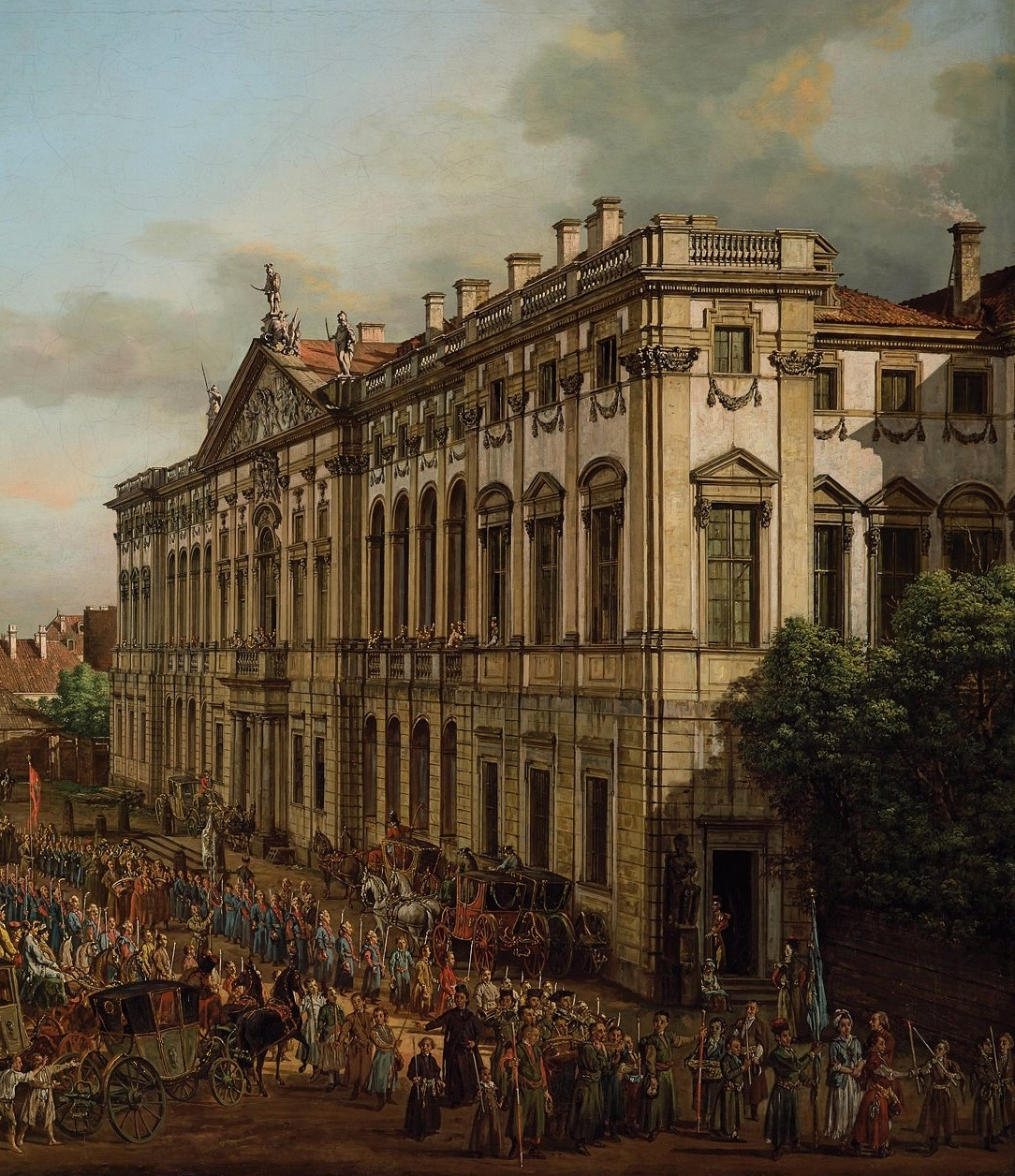
Krasinskipalatset, Warszawa i en målning av Bellotti, 1770.

Bellotto föddes i Venedig 1720 som son till Lorenzo Antonio Bellotto och Fiorenza Canal, syster till den välkände Canaletto, vars verkstad Bernardo ofta besökte. Ibland använde han till och med sin morbrors efternamn i sin signatur – sålunda blev han Bernando Canaletto. Speciellt i Tyskland kan verk som är signerade med Canaletto lika gärna vara av den berömde konstnärens systerson.
1742 flyttade han till Rom där han gjorde Vedutamålerier av staden. 1744 och 1745 reste han runt i Norra Italien och fortsatte att avteckna städerna han besökte. Bernando gjorde, bland många andra, tavlor till Carlo Emanuele III av Savojen.
1747 flyttade han vidare till Dresden i Tyskland efter en inbjudan från kurfursten Fredrik August II. Han gjorde här flera målningar över städerna Dresden och Pirna med dess omgivningar. Idag är dessa verk sparade som minne över Dresdens tidigare skönhet, staden totalförstördes av bombningarna under Andra världskriget.
Hans ställning internationellt växte och 1758 flyttade han, den här gången efter inbjudan från Österrikes kejsare Maria Teresia, till Wien där han tecknade av de viktigaste monumenten i staden. Därefter arbetade han ett tag i München och efter det återigen i Dresden. Efter viss tids målande i St Petersburg tog Bernardo emot en inbjudan från den polske kungen Stanisław II August Poniatowski som erbjöd honom jobbet som hovkonstnär. Hans målningar av Warszawa användes som grund vid återuppbyggandet av staden efter andra världskrigets härjningar. 
Bellotto dog vid 60 års ålder i Warszawa 1780.

## Eftermäle
Bellottos målningar kännetecknas av hans genomtänkta skildringar av vacker arkitektur eller naturtrogna platser. Precis som sin morbror och många andra vedutamålare använde han tekniken camera obscura i syfte att uppnå den perfekta känslan i sina målningar.